# 倉吉市役所
倉吉市役所（くらよししやくしょ）は、鳥取県倉吉市の執行機関としての事務を行う施設（役所）である。国の登録有形文化財。

## 概要
丹下健三の初期の庁舎建築の特徴を示していたことから、2007年3月31日、国の登録有形文化財に登録された。
2016年（平成28年）10月、鳥取県中部地震によって大きな被害を受けた。
2018年度DOCOMOMO JAPAN選定 日本におけるモダン・ムーブメントの建築に選定。

## 庁舎
- 本庁舎
- 西庁舎
- 南庁舎
- 北庁舎（旧倉吉市立図書館）
- 第二庁舎（旧ホテイ堂）